# Біле (Кімрський район)
Біле (рос. Белое) — присілок в Кімрському районі Тверської області Російської Федерації.
Населення становить 12 осіб. Входить до складу муніципального утворення Приволзьке сільське поселення.

## Історія
Від 2005 року входить до складу муніципального утворення Приволзьке сільське поселення.

## Населення
| 1859 | 1888 | 2002 | 2010 |
| ---- | ---- | ---- | ---- |
| 164  | ↘141 | ↘5   | ↗12  |